# La Independencia
La indenpendencia est une ville et un municipio mexicain de l´État du Chiapas.